# Wymieranie ediakarskie
Wymieranie ediakarskie – masowe wymieranie pod koniec ediakaru, 542 miliony lat temu. O jego zajściu wnioskuje się na podstawie masowego wymierania organizmów Acritarcha, nagłego zniknięcia fauny ediakarskiej i organizmów o wapniejących szkieletach oraz okresu przerwy, cechującego się nielicznymi skamieniałościami organizmów, poprzedzającego eksplozję kambryjską, w wyniku której pojawiły się zespoły organizmów odmienne od fauny ediakarańskiej.

## Organizmy sprzed wymierania

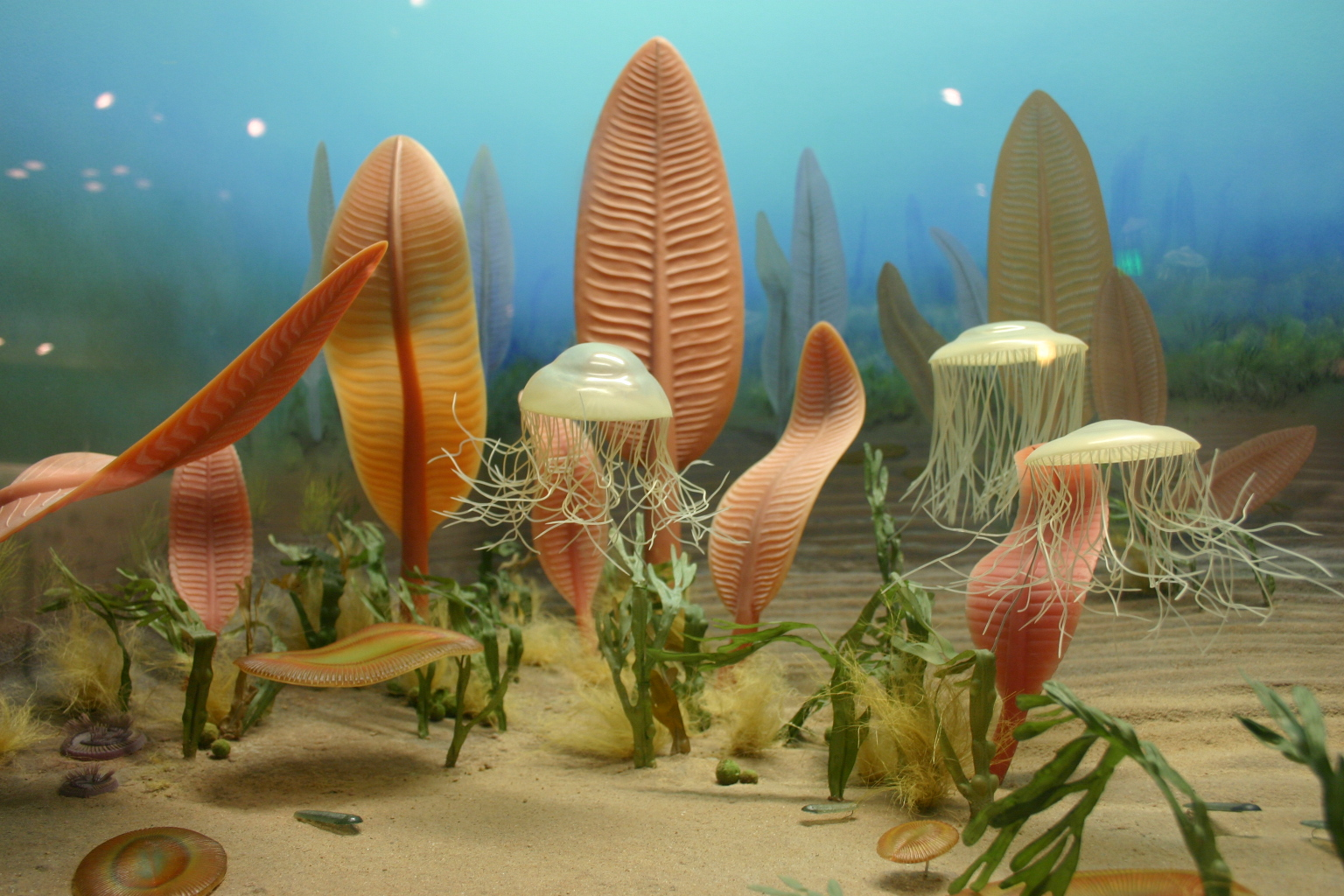
Fauna ediakarańska

Podczas ediakaru w zapisie kopalnym spotyka się dwie główne grupy organizmów. Pierwsza obejmuje faunę ediakarską organizmów o miękkich ciałach, które uległy fosylizacji dzięki chroniącym je matom mikroorganizmów. Druga obejmuje organizmy o zwapniałych częściach, jak Cloudina czy Namacalathus, o szkielecie węglanowym. Obie te grupy zniknęły nagle pod koniec okresu ediakarskiego, 542 miliony lat temu, wobec czego ich wyginięcie nie może reprezentować zwykłego zakończenia się okna, w którym zachowały się szczątki, jak podejrzewano wcześniej.

## Organizmy po wymieraniu
W zapisie kopalnym z najwcześniejszego kambru, niedługo po końcu ediakaru, obserwuje się nagły wzrost różnorodności form, w tym form o zdolności do kopania w podłożu. Mówi się o eksplozji kambryjskiej. Jednak eksplozja kambryjska zwierząt związana ze wzrostem skamielin nie nastąpiła natychmiastowo. Implikuje to, że eksplozja nie polegała na pojawieniu się zwierząt zastępujących istniejące jeszcze organizmy i eliminacji ich na drodze konkurencyjnego wykluczenia. Dane wskazują raczej na radiację zwierząt w kierunku wypełnienia opustoszałych nisz ekologicznych, pozostawionych przez wymarłą faunę.
Istnieją wątpliwości co do tego, czy cała fauna ediakarska wymarła przed kambrem. Organizmy z wczesnego kambru, jak Thaumaptilon, uznawano niekiedy za ediakarskie, ale ta hipoteza nie ma już wielu zwolenników. Jedynym stworzeniem, którego przetrwanie pomiędzy ediakarem a kambrem ciągle podlega debacie, jest Ediacaria booleyi, znana również z górnego kambru. Gdyby rzeczywiście okazała się zwierzęciem z ediakaru, oznaczałoby to, że twierdzenie o całkowitym wymarciu fauny ediakarskiej przed kambrem jest nieprawdziwe. Przeciwnicy twierdzą, że domniemane pozostałości nie mają w ogóle pochodzenia biologicznego lub też, że zwierzę to nie jest w ogóle spokrewnione z fauną ediakarską.

## Przetrwałe organizmy
Pewne organizmy musiały jednak przetrwać, skoro życie na Ziemi istniało dalej, aczkolwiek z granicy ediakar-kambr znanych jest bardzo mało organizmów. Jednym z nich jest otwornica Platysolenites. Inne zwracające uwagę formy przetrwałe, jak Thaumaptilon, zinterpretowano jako niespokrewnione z fauną ediakarską.

## Geochemia
Ujemna wartość wskaźnika δ13C (będąca świadectwem wzrostu względnej zawartości  izotopu węgla 12C w stosunku do 13C, co może wynikać z uwolnienia tegoż izotopu z rozkładającej się biomasy oraz ograniczenia produkcji pierwotnej - izotop 12C jest preferowany przez autotrofy) stanowi geochemiczny sygnał związany z masowymi wymieraniami. Obserwuje się go pod koniec ediakaru.

## Osady
Okres ten w zapisie kopalnym odzwierciedla wzrost udziału osadów czarnych łupków ilastych, świadczących o globalnej anoksji. Mogło to wiązać się z globalnymi zmianami w cyrkulacji oceanicznej.